# Hermann von Wedel
Hermann von Wedel (27 de julio de 1893 - 5 de febrero de 1944) fue un general alemán (Generalmajor) en la Wehrmacht durante la Segunda Guerra Mundial. Fue condecorado con la Cruz de Caballero de la Cruz de Hierro de la Alemania Nazi. Wedel fue herido durante la batalla de Narva y murió en un hospital en Dorpat, Estonia, el 5 de febrero de 1944.

## Condecoraciones
- Cruz de Caballero de la Cruz de Hierro el 8 de junio de 1943 como Oberst y comandante del 590.º Regimiento de Granaderos.[1]